# Melancolia involutiva
A melancolia involutiva ou depressão involutiva é um nome tradicional para um transtorno psiquiátrico que afeta principalmente idosos ou pessoas de meia-idade tardia, geralmente acompanhada de paranoia. É classicamente definida como "depressão de início gradual ocorrendo durante os anos involutivos (40-55 em mulheres e 50-65 em homens), com sintomas de ansiedade acentuada, agitação, inquietação, preocupações somáticas, hipocondria, delírios somáticos ou niilistas ocasionais, insónia, anorexia e perda de peso."
A melancolia involutiva não é reconhecida como um transtorno psiquiátrico pelo DSM-5, a classificação e ferramenta de diagnóstico da Associação Americana de Psiquiatria (AAP), que menciona o termo melancolia apenas na seção de glossário, definindo-a como um "estado mental caracterizado por depressão muito grave".

## Sinais e sintomas
Hodofobia é uma fobia específica classificada no DSM-5.
O curso da melancolia involutiva "foi crónica, com agitação, despersonalização e delírios de mudança corporal e culpa" destacando-se fortemente, mas "sem características maníacas". Também se considera ocorrerem sintomas de medo, bem como, desânimo e delírios hipocondríacos. O início tardio da doença foi combinado com um curso prolongado com mau prognóstico e/ou deterioração, na ausência de tratamento.

## Tratamentos
A melancolia involutiva é tratada classicamente com antidepressivos e estabilizadores do humor.
A eletroconvulsoterapia também pode ser usada. Em meados do século passado, havia um consenso de que a técnica de fato 'produz os melhores resultados nas depressões duradouras de transição de vida, as chamadas "melancolias involutivas", que antes dessa forma de tratamento ser introduzida muitas vezes exigiam anos de hospitalização'. O século 21 também regista 'uma resposta clínica excelente e rápida encontrada na melancolia de início recente ... em pacientes mais velhos, em vez de mais jovens' com ECT.

### Psicanálise
Otto Fenichel considerou que, 'psicanaliticamente, não se sabe muito sobre a estrutura e o mecanismo das melancolias involutivas; parecem ocorrer em personalidades com um caráter francamente compulsivo de natureza especialmente rígida. No climatério falham os sistemas defensivos compulsivos'.

## História
Kraepelin (1907) foi o primeiro a descrever a melancolia involuctiva como uma entidade clínica distinta a separar da psicose maníaco-depressiva, argumentando que 'os processos de involução do corpo estão adaptados para engendrar humor triste ou ansioso'. Até à 'sétima edição do seu livro, Kraepelin considerava a melancolia involutiva como uma doença separada', de origem adquirida, mas (em parte em resposta a Dreyfus) 'ele decidiu incluí-la na oitava edição sob o título geral de insanidade maníaco-depressiva'.
Dreyfus (1907) desafiou o conceito de Kraepelin de uma origem adquirida, mantendo-a como sendo de origem endógena - embora 'um estudo estatístico recente da antiga série de Dreyfus também tivesse mostrado que a sua conclusão de que a história natural da melancolia involutiva não fosse diferente daquela da depressão que afetava indivíduos mais jovens fosse errada'. Kirby (1909) descreveu-a como uma síndrome distinta, assim como Hoch e MacCurdy em 1922. Titley (1936) descreveu a personalidade pré-mórbida e estreita gama de interesses, etc., Kallman (1959) encontrou a incidência de esquizofrenia nas famílias de tais pacientes.
O debate sobre a causalidade - endógena ou ambiental - assim como o seu status como entidade clínica continuou até ao final do século XX. Alguns afirmam que, embora "a melancolia involutiva tenha sido conceituada como uma desordem adquirida e não constitucional, essas ideias não sobreviveram a um exame cuidadoso". R. P. Brown em 1984 sustentou que 'não há evidência suficiente para ver a melancolia involutiva como uma entidade clínica distinta', mas ao mesmo tempo que 'as características clínicas dos pacientes com depressão endógena unipolar possam ser influenciadas pela idade'.